# Abarema longipedunculata
Abarema longipedunculata es una especie de leguminosa en la familia Fabaceae. Es una especie endémica de Venezuela.

## Hábitat
Este árbol o arbusto crece en las cumbres rocosas, salientes de los acantilados y en los barrancos en las montañas de piedra arenisca.

## Taxonomía
Abarema longipedunculata fue descrita por (Irwin) Barneby & J.W.Grimes y publicado en Memoirs of The New York Botanical Garden 74(1): 52. 1996.
Sinonimia
- Pithecellobium longipedunculatum H.S.Irwin[4]